# Glenn Clarke
Glenn Clarke (* 26. Juli 1963 in Wangaratta) ist ein ehemaliger australischer Radrennfahrer und nationaler Meister im Radsport.

## Sportliche Laufbahn
Clarke war Teilnehmer der Olympischen Sommerspiele 1984 in Los Angeles. Dort startete er im Punktefahren und belegte beim Sieg von Roger Ilegems den 6. Platz.
1981 wurde er nationaler Meister im Straßenrennen der Junioren. Bei den Wettbewerben im Bahnradsport bei den Commonwealth Games 1986 gewann das australische Team mit Glenn Clarke die Goldmedaille in der Mannschaftsverfolgung. 
Von 1984 bis 1995 startete er als Berufsfahrer in britischen und australischen Radsportteams. 1988 siegte er in der australischen Kriteriumsmeisterschaft, die international ausgeschrieben war. 1990 und 1992 siegte er im Etappenrennen Bay Cycling Classic, 1995 gewann er eine Etappe. 1995 gewann er zwei Etappen der Neuseeland-Rundfahrt und eine der Herald Sun Tour. In Australien war er in einigen Eintagesrennen und Kriterien erfolgreich. 1991 wurde er Zweiter der nationalen Meisterschaft im Zweier-Mannschaftsfahren mit Tony Hughes als Partner.